# Panathura serricauda
Panathura serricauda är en kräftdjursart som först beskrevs av Barnard 1925.  Panathura serricauda ingår i släktet Panathura och familjen Expanathuridae. Inga underarter finns listade i Catalogue of Life.